# Povinné minimální rezervy
Povinné minimální rezervy (PMR) jsou stanovená část primárních zdrojů (vkladů nebankovních subjektů) bank, kterou banky musí mít uloženu na účtě u centrální banky (určité procento ze závazků vůči všem osobám s výjimkou bank, které banka musí držet jako rezervu v podobě vkladu na účtě u centrální banky).
Povinné minimální rezervy jsou jedním z klíčových nástrojů měnové politiky centrální banky. Ve srovnání se změnami úrokových sazeb účinnějším. Pokud chce centrální banka vytvořit tlak na snižování množství peněz v oběhu, zvýší rezervní požadavky a naopak. Centrální banka Číny kupříkladu používala rezervní požadavky jako zbraň proti inflaci, když v průběhu roku 2007 celkem devětkrát zvýšila jejich úroveň.
Aktuálně účinná míra povinných minimálních rezerv v Česku je 4 % (od ledna 2025). Od roku 1999 do roku 2024 byla výše povinných minimálních rezerv 2 %.
K tomuto dni dosáhla výše sazby PMR hodnoty stanovené Evropskou centrální bankou pro banky v Hospodářské a měnové unii (EMU).
| Země         | Povinné min. rezervy v % |
| ------------ | ------------------------ |
| Česko        | 4,00                     |
| Eurozóna     | 2,00                     |
| Jižní Afrika | 2,50                     |
| Švýcarsko    | 2,50                     |
| Polsko       | 3,50                     |
| Chile        | 4,50                     |
| Indie        | 5,00                     |
| Litva        | 6,00                     |
| Pákistán     | 7,00                     |
| Lotyšsko     | 8,00                     |
| Burundi      | 8,50                     |
| Maďarsko     | 8,75                     |
| Ghana        | 9,00                     |
| USA          | 0,00                     |
| Srí Lanka    | 10,00                    |
| Bulharsko    | 12,00                    |
| Čína         | 20,50                    |
| Estonsko     | 15,00                    |
| Venezuela    | 17,00                    |
| Zambie       | 8,00                     |
| Hongkong     | 18,00                    |
| Chorvatsko   | 14,00                    |
| Tádžikistán  | 20,00                    |
| Surinam      | 25,00                    |
| Jordánsko    | 8,00                     |

## Platební styk
Povinné minimální rezervy jsou důležitou částí pro mezibankovní platební styk, který v ČR probíhá přes tzv. clearingové centrum, které spravuje právě Česká národní banka. Český clearingový systém se jmenuje CERTIS a je založen na brutto principu - tzv. RTGS (real time gross settlement system), což znamená, že každá platba mezi různými bankami je vypořádána v okamžiku kdy banka dá příkaz k jejímu vypořádání. Naopak při použití netto systému by byly příkazy k platbě shromažďovány v clearingovém centru a prováděny v určitých intervalech (např. 1× denně).
Banky nemusí držet povinné minimální rezervy v předepsané výši v každém okamžiku. Může se stát, že v jeden okamžik dne budou na účtě některé banky u ČNB nulový zůstatek. Je totiž důležité aby měsíční průměr zůstatku na účtě splňoval předepsanou hladinu povinných minimálních rezerv.